# Jean Wolff
Pour les articles homonymes, voir Wolff.
Ne doit pas être confondu avec Jean Volff.
Jean Wolff, né à Paris (18e) le 11 février 1899 et mort à Paris (7e) le 1er avril 1983, est un prêtre catholique, chanoine de la cathédrale Notre-Dame de Paris, connu pour son activité d'aumônier national ou général de mouvements, associations et congrégations.

## Biographie
Tout jeune scolaire il fréquente le patronage paroissial de Championnet-sport.
Après des études au collège de Conflans, Jean Wolff entre au séminaire d'Issy-les-Moulineaux où il obtient le baccalauréat latin-grec de philosophie puis le baccalauréat de théologie. On le retrouve là encore animateur de la préparation militaire et coresponsable du patronage local. Il est ordonné prêtre le 29 mai 1926.

### Vicaire parisien

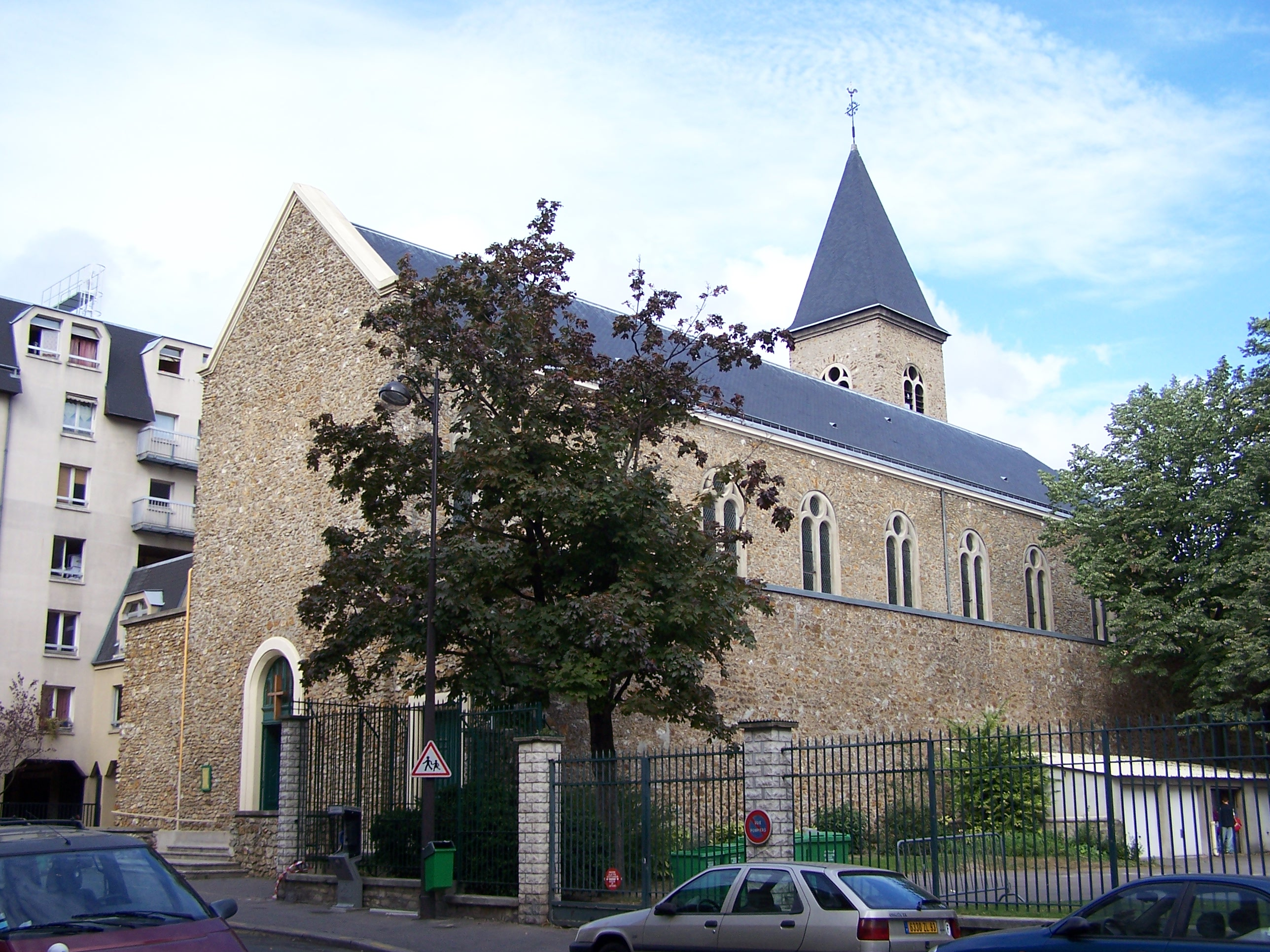
L’église Sainte-Geneviève des Grandes-Carrières de la rue Championnet.

Il est alors nommé vicaire au Perreux puis en 1929 à l'église Sainte-Geneviève des Grandes-Carrières. En 1936 il est nommé aumônier de la Jeunesse étudiante chrétienne puis de l'Union catholique des services de santé et sociaux. Le 30 novembre 1947, il est élevé à la dignité de chapelain d'honneur de la cathédrale Notre-Dame de Paris puis chanoine trois ans plus tard.

### La Fédération sportive de France
Athlète de haut niveau (110 mètres haies, saut en longueur et 400 mètres) il termine son service militaire comme major de sa promotion à l'école de Joinville. Il s'investit dans les activités sportives du patronage paroissial Saint-Maurice du Perreux dès le début de son vicariat dans cette paroisse. Il poursuit ensuite cet engagement à Championnet-Sport lors de sa mutation à Sainte-Geneviève-des-Grandes-Carrières où il assure le capitanat d'une prometteuse équipe de basketball qui fournira une partie de l'équipe de France médaillée d'argent aux Jeux de Londres en 1948. 
Déjà membre de la commission fédérale d'éducation physique et bénéficiant de toute la confiance de Mgr Courbe et Mgr Feltin il est, en 1948, le premier conseiller ecclésiastique attaché à la Fédération sportive de France (FSF) et initie la publication de fiches destinées à la formation des dirigeants laïcs. Il milite aussi pour une meilleure considération du sport féminin, déplorant « la baisse des valeurs morales dans les sociétés féminines, parce que le clergé refuse de s'y intéresser ».
Il est nommé chanoine honoraire de la cathédrale de Paris le 25 janvier 1950. Le révérend père Alain Maucorps, jésuite, lui succède à la FSF à partir de 1958. Cette année-là, il participe à une délégation fédérale reçue par le président Vincent Auriol à l'Élysée. Le chanoine Jean Wolff, qui au cours de son ministère à la FSF a connu deux présidences avec François Hébrard puis Gilbert Olivier, a aussi marqué son passage par ses éditoriaux énergiques et imagés dans la revue fédérale Les Jeunes .

### Curé de paroisse

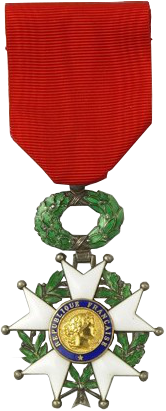
médaille de chevalier de la Légion d’honneur

En 1959, Jean Wolff est nommé curé de Saint-Laurent, tâche qu'il doit assumer pendant les sept premières années sous l'autorité du chanoine Albert Serpette. Le 21 juin 1973, à l'âge de 74 ans, il se retire pour accepter l'aumônerie des petites sœurs des pauvres, avenue de Breteuil, jusqu'à son décès le 1er avril 1983, un vendredi saint. Il participe aussi à cette époque à l’aumônerie du lycée Victor-Duruy, voisin.

## Notoriété
En 1958, à l'occasion du soixantenaire de la FSF, il est nommé chevalier de la Légion d'honneur.